# Tribuno (conde)
Tribuno (em latim: Tribunus) foi um oficial bizantino do começo ou meados do século VI, que apesar de leigo, foi um ativo apoiante de Zoaras e seus discípulos.

## Vida
Tribuno era um leigo nativo de Bete Rumnete (Beth Rwmnt), em Sofanena. Filho único, cresceu em ambiente religioso e aprendeu grego e siríaco. Ao recusar-se a se casar com a pretendente escolhida por seus pais, foi para Constantinopla e serviu como intérprete do estilita e líder monofisista Zoaras. Viveu com ele e seus discípulos na capital, mas permaneceu leigo. Recebeu a dignidade de conde e após a morte de Zoaras, permaneceu em Constantinopla trabalhando como carpinteiro e dedicando-se a obras de caridade. Quando faleceu foi sepultado no Mosteiro dos Sírios em Sícas.